# Pierre Perron
Pierre Perron (ur. 1959) – kanadyjski ekonometryk i statystyk, profesor Boston University. Współtwórca (wspólnie z Peterem Phillipsem) statystycznego testu Phillipsa–Perrona.

## Ważniejsze prace
- Testing for a unit root in time series regression, "Biometrika" 1988, 75 (2), s. 335-346 (wspólnie z Peterem Phillipsem).